# Orfeo Ponsin
Orfeo Ponsin, all'anagrafe Orfeo Ponzin (San Giorgio in Bosco, 1º settembre 1928 – Roma, 20 maggio 1952), è stato un ciclista su strada italiano.
Professionista tra il 1951 ed il 1952, corse per la Frejus.

## Carriera
Morì in seguito ad una caduta nella discesa della Merluzza, nel corso della quarta tappa Siena-Roma del Giro d'Italia 1952. Nell'edizione precedente fu costretto al ritiro dopo una caduta nella tappa di Cortina d'Ampezzo.

## Piazzamenti

### Grandi giri
- Giro d'Italia

1951: ritirato
1952: -